# Воробйов Іван Олексійович
Іван Олексійович Воробйов (рос. Иван Алексеевич Воробьёв; 26 серпня 1921, Горбачово — 17 березня 1991) — радянський військовий льотчик, двічі Герой Радянського Союзу (1945), в роки німецько-радянської війни командир авіаескадрильї 76-го гвардійського штурмового авіаційного полку 1-ї гвардійської штурмової авіаційної дивізії (1-ї повітряної армії 3-го Білоруського фронту).

## Біографія
Народився 26 серпня 1921 року в селі Горбачовому (нині Одоєвського району Тульської області) в селянській родині. Росіянин. Закінчив сім класів школи. Працював у колгоспі, був обраний бригадиром рільничої бригади, а також секретарем комсомольської організації. З 1937 року жив у місті Єфремові Тульської області. Працював спочатку учнем електрослюсаря, потім електрослюсарем на заводі синтетичного каучуку, одночасно навчався у вечірній середній школі та в Єфремівському аероклубі. У 1939 році закінчив дев'ять класів вечірньої середньої школи і аероклуб.
У Червону Армію призваний 10 листопада 1939 року Єфремовським райвійськкоматом Тульської області, по комсомольській путівці був направлений в Тамбовську військову авіаційну школу пілотів. У зв'язку з реорганізацією Тамбовської льотної школи цивільного повітряного флоту в Тамбовську військову авіаційну школу пілотів, лише тільки в січні 1940 року Іван Воробйов був зарахований її курсантом. У липні 1941 року був достроково випущений з авіаційної школи пілотів з присвоєнням звання «сержант» і спрямований льотчиком-інструктором у знову організовану школу початкового навчання пілотів в місто Чебоксари, де пройшов програму перенавчання на нічного льотчика-інструктора. Взимку 1942 року школа була розформована, а на її базі організовано запасні авіаполки для підготовки льотчиків на нічних бомбардувальниках У-2. У лютому-липні 1942 року — льотчик 46-го запасного авіаполку (місто Алатир Чуваської АРСР). Після кількох рапортів, був переведений в маршовий авіаполк для відправки на фронт.
З серпня 1942 року брав участь в боях німецько-радянської війни, льотчик 709-го (з листопада 1942 року — 25-го гвардійського) нічного бомбардувального авіаполку. Воював на Сталінградському фронті, здійснив близько 100 бойових вильотів на бомбардувальнику У-2, 31 січня 1943 року отримав свою першу бойову нагороду — медаль «За відвагу». При виконанні бойового завдання 19 лютого 1943 року отримав легке осколкове поранення в голову, деякий час лікувався в госпіталі.
У березні 1943 року був направлений на курси командирів ланок у 10-й навчально-тренувальний авіаційний полк 8-ї повітряної армії, де перевчився на льотчика-штурмовика. У червні 1943 року після закінчення курсів, був направлений на фронт в штурмовий авіаполк.
З червня 1943 по травень 1945 року знову брав участь в боях; льотчик, старший льотчик, командир авіаланки, заступник командира авіаескадрильї, командир авіаескадрильї 76-го гвардійського штурмового авіаполку 1-ї гвардійської штурмової авіадивізії 8-ї (з травня 1944 року — 1-ї) повітряної армії. Воював на Південному, 4-му Українському і 3-му Білоруському фронтах. Брав участь у відвоювання Донбасу, півдня України, Криму. Був нагороджений двома орденами Червоного Прапора і орденом Вітчизняної війни 2-го ступеня. До травня 1944 року зробив 117 бойових вильотів. 10 травня 1944, після відвоювання Севастополя, був представлений до звання Героя Радянського Союзу.

І.О. Воробйов у званні майора

Указом Президії Верховної Ради СРСР від 19 серпня 1944 року за мужність і героїзм, проявлені в боях, гвардії старшому лейтенанту Воробйову Івану Олексійовичу присвоєно звання Героя Радянського Союзу з врученням ордена Леніна і медалі «Золота Зірка» (№ 3719).
Надалі брав участь у відвоюванні Білорусі, Литви, звільненні Польщі, в Східно-Прусській операції та штурмі Кенігсберга. Був нагороджений орденами Олександра Невського та Вітчизняної війни 1-го ступеня. До квітня 1945 року здійснив 207 бойових вильотів. 15 квітня 1945 року, під час боїв у Східній Пруссії, був представлений до нагородження другою медаллю «Золота Зірка».
Указом Президії Верховної Ради СРСР від 29 червня 1945 року за мужність і героїзм, проявлені в боях, гвардії майор Воробйов Іван Олексійович нагороджений другою медаллю «Золота Зірка» (№ 60/II).
Всього за роки війни на літаках У-2 та Іл-2 здійснив близько 400 бойових вильотів, у повітряних боях особисто збив три літаки противника.
До березня 1947 року перебував на посаді командира авіаескадрильї 76-го гвардійського штурмового авіаполку 1-ї гвардійської штурмової авіадивізії 1-ї повітряної армії. З березня 1947 по серпень 1948 року — командир авіаескадрильї 136-го гвардійського штурмового авіаполку 1-ї гвардійської штурмової авіадивізії 1-ї повітряної армії (місто Ліда, Білоруський військовий округ). У 1948 році закінчив 10-й клас вечірньої школи, був направлений на навчання в Військово-повітряну академію.
У червні 1952 року закінчив командний факультет Військово-повітряної академії (селище Моніно). З червня 1952 по липень 1954 — заступник командира полку з льотної підготовки — інспектор-льотчик 580-го штурмового авіаполку навчальної змішаної авіадивізії Військово-повітряної академії (місто Кіржач Владимирмької області). У 1953–1954 роках брав участь у секретній високоширотній експедиції. Неодноразово здійснював на штурмовику Іл-10 польоти на льодові аеродроми в Арктиці. Був нагороджений орденом Червоної Зірки.
З липня 1954 року служив у Ворошиловградському військовому авіаучилищі льотчиків (місто Ворошиловград):
- заступник командира авіаполку (до квітня 1955 року);
- заступник командира авіаполку з льотної підготовки в навчальному авіаполку (до листопада 1955 року);
- командир полку в навчальному авіаполку (до січня 1958 року).

У січні-грудні 1958 року — командир полку 772-го навчального авіаполку 8-го військового авіаційного училища початкового навчання льотчиків ВПС (місто Павлоград Дніпропетровської області). З грудня 1958 року — начальник 24-го військового авіаучилища початкового навчання льотчиків ВПС (місто Павлодар, Казахстан). У червні 1960 року, у зв'язку зі скороченням ВПС і розформуванням Павлодарського авіаучилища, був переведений на посаду начальника військової авіашколи повітряних стрільців-радистів ВПС (місто Канськ Красноярського краю).
У листопаді 1966 року, унаслідок списання з льотної роботи (дав про себе знати осколок, що залишився в голові, з часів війни), був переведений в Ворошиловградське вище військове авіаційне училище штурманів імені Пролетаріату Донбасу (Київський військовий округ), де служив на посаді начальника штабу — заступника начальника училища (до січня 1969 року), заступника начальника училища (до листопада 1973 року). У листопаді 1973 року за станом здоров'я був звільнений у запас.
Обирався делегатом 23-го з'їзду КПРС, делегатом республіканських з'їздів КП України і Казахстану, членом Красноярського крайкому КПРС, Ворошиловградського обкому КПУ, депутатом районних, міських, обласних та крайового Рад депутатів трудящих.
Жив у Києві. До 1987 року працював в науково-дослідному інституті «Діпрохіммаш» Міністерства хімічного і нафтового машинобудування СРСР. Помер 17 березня 1991 року. Похований на Байковому кладовищі в Києві.

## Нагороди
Нагороджений орденом Леніна (19 серпня 1944, № 15094), двома орденами Червоного Прапора (12 листопада 1943, № 80583; 2 лютого 1944, № 82378), орденами Богдана Хмельницького 3-го ступеня (20 квітня 1945, № 2248), Олександра Невського (3 липня 1944, № 6884), двома орденами Вітчизняної війни 1-го ступеня (2 листопада 1944, № 87263; 11 березня 1985, № 472941), орденом Вітчизняної війни 2-го ступеня (27 квітня 1944, № 46767), двома орденами Червоної Зірки (29 серпня 1955, № 3363795; 30 грудня 1956, № 3901367), медалями, в тому числі «За відвагу» (31 січня 1943, № 158679), «За бойові заслуги» (15 листопада 1955), «За оборону Сталінграда» (22 грудня 1942), «За взяття Кенігсберга» (9 червня 1945), «За перемогу над Німеччиною» (15 червня 1945).

## Пам'ять

Погруддя в Одоєві

У 1947 році на батьківщині Героя, в селі Горбачовому, був встановлений бронзовий бюст, який в даний час знаходиться в районному центрі — селищі міського типу Одоєві.